# Grant's First Stand
Grant's First Stand è il primo album di Grant Green, pubblicato dalla Blue Note Records nel maggio del 1961. Il disco fu registrato il 28 gennaio del 1961 al Van Gelder Studio di Englewood Cliffs, New Jersey (Stati Uniti).

## Tracce
Brani composti da Grant Green, eccetto dove indicato
Lato A
1. Miss Ann's Tempo – 5:38
2. Lullaby of the Leaves – 7:40 (Joe Young, Bernice Petkere)
3. Blues for Willarene – 7:08

Lato B
1. Baby's Minor Lope – 7:15 (Baby Face Willette)
2. Ain't Nobody's Business If I Do – 4:25 (Everett Robbins, Porter Grainger)
3. A Wee Bit O' Green – 7:48

## Musicisti
- Grant Green - chitarra
- Baby Face Willette - organo
- Ben Dixon - batteria[4]